# Cézac (Żyronda)
Cézac – miejscowość i gmina we Francji, w regionie Nowa Akwitania, w departamencie Żyronda.
Według danych na rok 1990 gminę zamieszkiwało 1580 osób, a gęstość zaludnienia wynosiła 82 osób/km² (wśród 2290 gmin Akwitanii Cézac plasuje się na 269. miejscu pod względem liczby ludności, natomiast pod względem powierzchni na miejscu 559.).